# Литвинов, Александр Васильевич
Александр Васильевич Литвинов (1949—2017) — советский и российский врач-терапевт, доктор медицинских наук, профессор Смоленского государственного медицинского университета.

## Биография
Родился 2 августа 1949 года в селе Киваи Брянской области. После окончания средней школы поступил в Смоленский государственный медицинский институт. В 1976 году окончил его. Был активным участником создания одного из первых в СССР отделений гастроэнтерологии в Смоленской областной клинической больнице. С 1980 года преподавал в Смоленском государственном медицинском институте (университете, академии). В 1987 году окончил аспирантуру при Ленинградском НИИ фтизиопульмонологии. В течение двух лет находился в командировке в Алжире в качестве врача-терапевта, руководителя миссии советских врачей. Вернувшись в Советский Союз, продолжил преподавательскую деятельность. С 1990 года работал на кафедре терапии факультета усовершенствования врачей.
В общей сложности опубликовал более 100 научных работ, в том числе 7 монографий и 5 учебно-методических пособий. Являлся обладателем 4 патентов на изобретения. Внёс 20 рационализаторских предложений. Долгие годы являлся главным гематологом Смоленской области. Был членом экспертного совета Министерства здравоохранения Российской Федерации по гематологии. Активно занимался изучением различных вопросов в области внутренних болезней, пульмонологии, фтизиатрии, гематологии, гастроэнтерологии, радиационной медицины. Кроме того, занимался общественной краеведческой деятельностью.
Трагически погиб в результате наезда автомобиля на пешеходном переходе 20 декабря 2017 года. Похоронен на Новом кладбище Смоленска.

## Награды
- Заслуженный врач Российской Федерации (4 июля 2016 года);
- Медаль «За воинскую доблесть» и другие медали;
- Знак «За заслуги перед Смоленском» 2-й степени.